# Marieberg (Örebro)
Marieberg is een plaats in de gemeente Örebro in het landschap Närke en de provincie Örebro län in Zweden. De plaats heeft 1181 inwoners (2005) en een oppervlakte van 203 hectare.

## Verkeer en vervoer
Bij de plaats lopen de E20/Riksväg 50 en E18.
De plaats had vroeger een station aan de nog bestaande spoorlijn Hallsberg - Örebro.